# PACT
pACT — Personal Air Communication Technology — технологія персональних радіокомунікацій, технологія безпроводного передавання даних класу PSC із вузькою смугою пропускання, розроблена AT&T. Використовує діапазон частот 900 МГц, аутентифікацію і шифрування, а також визначення місцезнаходження пейджера з точністю до двох кварталів.

## Див.також
- CDPD